# Franzensburg
Franzensburg är ett slott i Österrike.   Det ligger i distriktet Mödling och förbundslandet Niederösterreich, i den östra delen av landet, 16 km söder om huvudstaden Wien. Franzensburg ligger 181 meter över havet.
Terrängen runt Franzensburg är huvudsakligen platt, men västerut är den kuperad. Terrängen runt Franzensburg sluttar österut. Runt Franzensburg är det ganska tätbefolkat, med 214 invånare per kvadratkilometer.. Närmaste större samhälle är Wien, 15,7 km norr om Franzensburg. 
Trakten runt Franzensburg består till största delen av jordbruksmark.